# الرحبة (يبعث)

تعديل مصدري - تعديل

الرحبة هي إحدى قرى عزلة يبعث بمديرية يبعث التابعة لمحافظة حضرموت، بلغ تعداد سكانها 331 نسمة حسب تعداد اليمن لعام 2004.